# 布薩

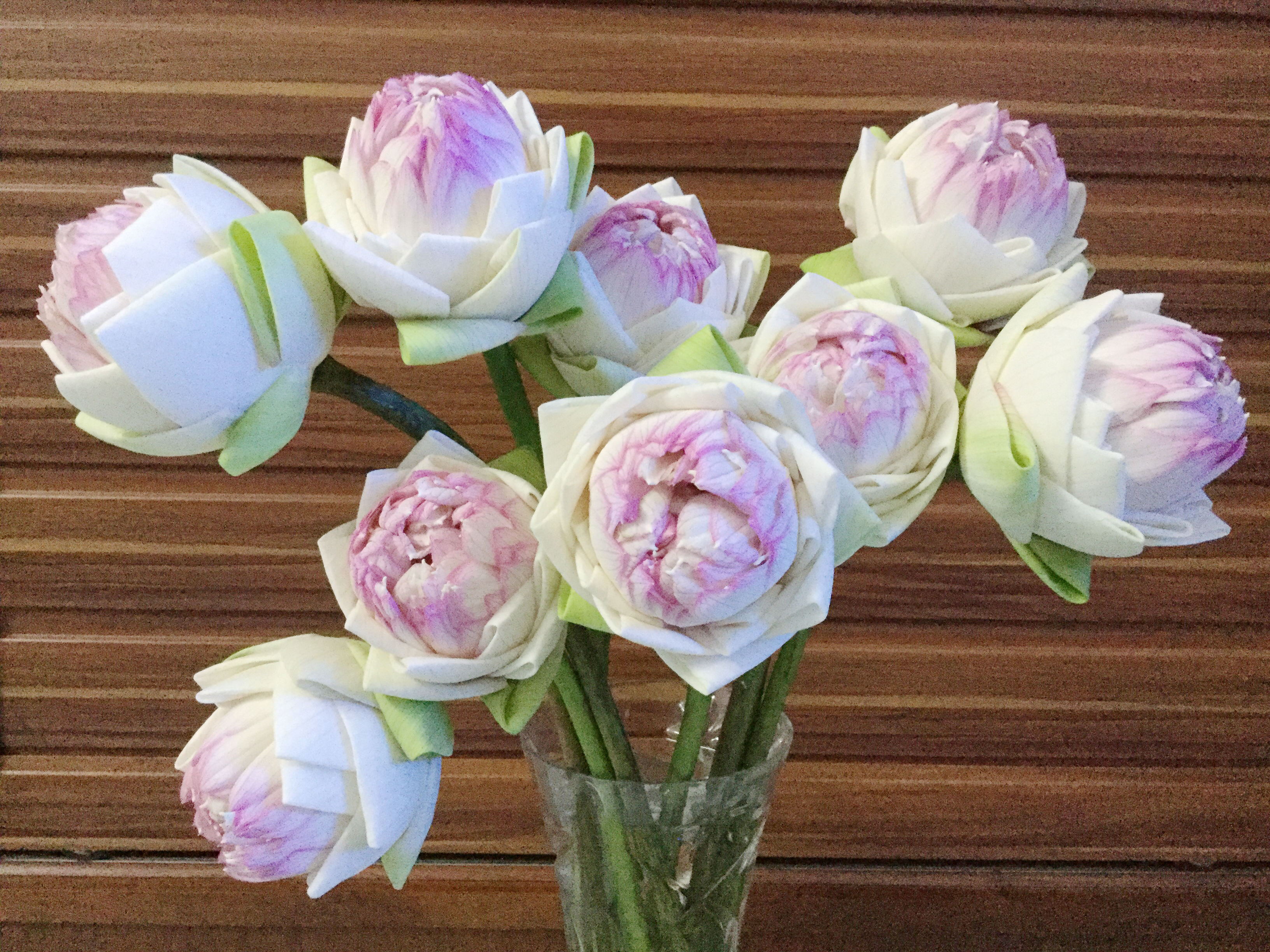
泰国诵戒日所折叠的荷花

布薩，佛教節日的名稱，也是在這個節日中舉行的儀式名稱。在每個月的新月及滿月時舉行，佛教出家眾在那天會舉行誦波羅提木叉戒的儀式，因此又被譯為誦戒、誦戒日。在家眾則會接受八關齋戒，俗稱六齋日。源自於印度吠陀時代，是婆羅門教中的節日，後被佛教所吸收。

## 釋義
布薩源自於吠陀梵語 upavasatha，意譯為近住，是在宗教儀式前的齋戒準備。印度習俗認為，在新月及滿月時，是吉祥的日子，天神會來到人們的家中，因此每個人在這個日子中都會進行齋戒，準備神明的到來。
漢傳佛教於農曆的1日，15日或30日時，舉行布薩。西藏佛教则在藏曆每月8日及15日舉行。

## 歷史
據《中阿含經·持齋經》記載：
|  | 齋有三種，云何為三？一者、放牛兒齋，二者、尼揵齋，三者、聖八支齋。…… - 云何名為放牛兒齋？若放牛兒，朝放澤中，晡收還村，彼還村時，作如是念：「我今日在此處放牛，明日當在彼處放牛；我今日在此處飲牛，明日當在彼處飲牛；我牛今在此處宿止，明日當在彼處宿止。」……如是有人，若持齋時，作是思惟：「我今日食如此之食，明日當食如彼食也；我今日飲如此之飲，明日當飲如彼飲也；我今含消如此含消，明日含消如彼含消。」其人於此，晝夜樂著欲過，是謂名曰放牛兒齋。…… - 云何名為尼揵齋耶？若有出家學尼揵者，彼勸人曰：「汝於東方，過百由延外，有眾生者，擁護彼故，棄捨刀杖；如是南方、西方、北方，過百由延外，有眾生者，擁護彼故，棄捨刀杖。」是為彼勸進人，或有想護眾生，或無想不護眾生。「汝當十五日，說從解脫時，脫衣裸形，東向住立，作如是說：『我無父母，非父母有；我無妻子，非妻子有；我無奴婢，非奴婢生。』」彼欲勸進於真諦語，而反勸進虛妄之言。……彼用此欲，不與而用，非是與用，是謂名曰尼揵齋也。…… - 云何名為聖八支齋？…… |

## 外部連結
- 巴利語posatha （页面存档备份，存于）
- 《比丘波羅提木叉》　釋性恩(Anagarika Dhammajivi)整理